# Баженов, Вадим Николаевич
Вадим Николаевич Баженов (11 мая 1972, Юрга, Кемеровская область — 29 августа 2011, Москва) — советский и российский футболист, защитник, полузащитник.

## Биография
В первенстве СССР играл в 1990—1991 годах во второй низшей лиге в «Шахтёре» Ленинск-Кузнецкий. Затем в составе команды, переименованной в «Зарю», играл во второй (1992) и первой (1993—1996) лигах России. В 1997 году перешёл в команду второй лиги «Томь», с которой вышел в первый дивизион и дошёл до 1/8 финала Кубка России 1997/98. В 2000 году провёл последний сезон на профессиональном уровне в составе клуба второго дивизиона «Динамо» Барнаул.
Позже играл за команды «Янтарь» Северск (2001—2002), «Динамо-ГАИ» Томск, тренировал ТУСУР. Работал в одном из вузов Томска преподавателем кафедры физвоспитания.
Скончался на 40-м году жизни от пищевого отравления.

## Достижения
- Победитель второго дивизиона России: 1992 (6-я зона), 1997 (зона «Восток»)